# Mumia

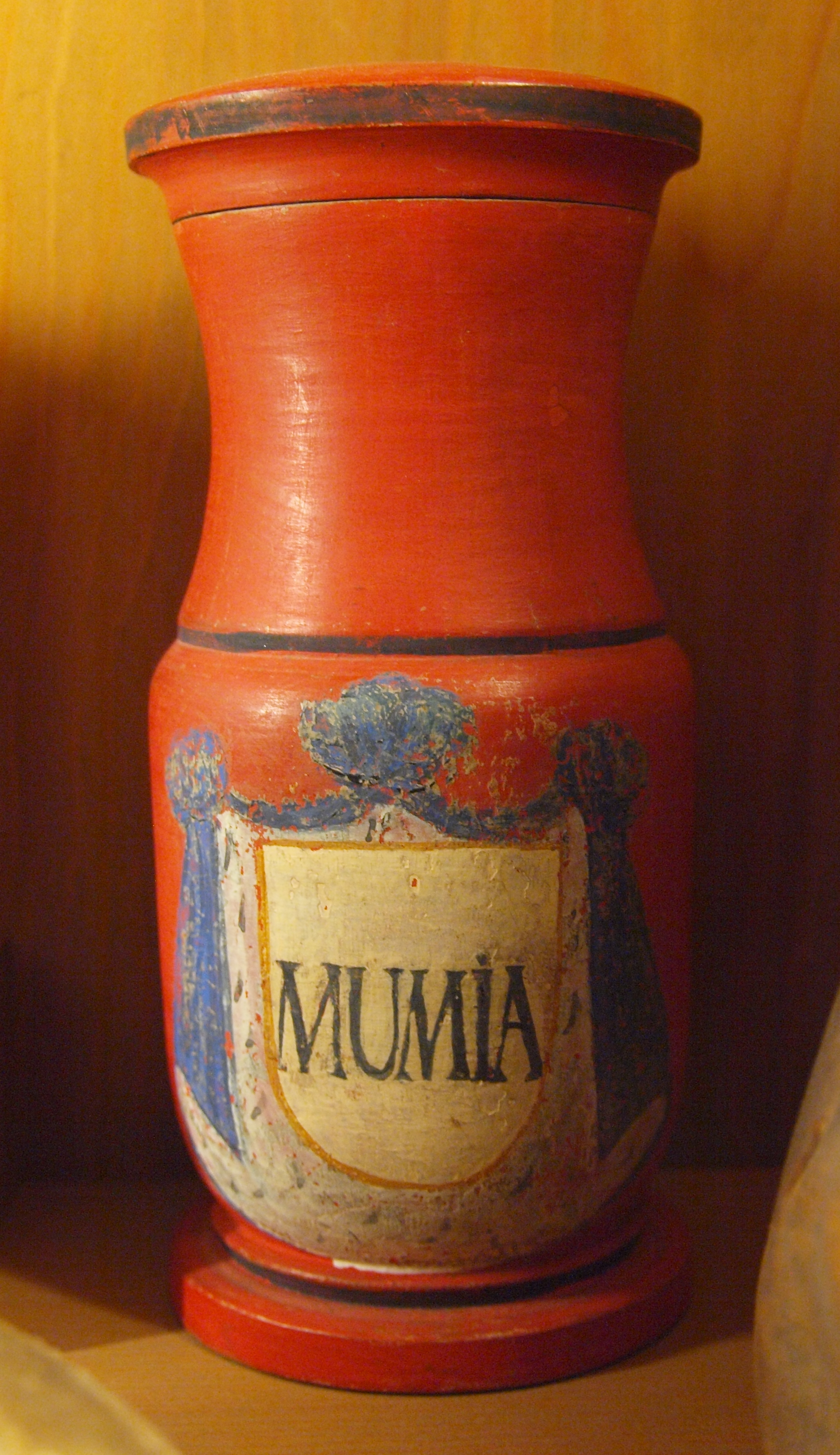
Apothekendose aus dem 18. Jahrhundert mit Aufschrift „MUMIA“

Mumia (lateinisch; auch Mumiya, Mummia und Mumienpulver beziehungsweise Pulvis mumiae) ist eine bis in die 1920er Jahre hinein als Heilmittel verwendete Substanz. Sie bestand aus zermahlenen ägyptischen Mumien. Die Substanz (oftmals bestehend aus mumifizierten Leichenteilen, Balsamierungsstoffen und einem Gemisch aus Pech und Asphalt) war auch unter der Bezeichnung Mumia vera aegyptiaca im Handel und wurde auch von bekannten pharmazeutischen Unternehmen vertrieben. Daneben fand sie auch als farbschönes Braun-Pigment (Mumienbraun) Verwendung. Die Verwendung von Mumia wird heute aus ethischen Gründen nicht mehr akzeptiert. Mumia darf nicht verwechselt werden mit Mumijo, einem althergebrachten asphalthaltigen Naturprodukt, das in der zentralasiatischen Volksmedizin als Heil- und Stärkungsmittel verwendet wird.
Laut Zekert war die Verwendung des Wortes Mumia uneinheitlich:
- Mischung von Einbalsamierungsstoffen aus den altägyptischen Mumien
- Pulver aus den ganzen Mumien
- Gemisch von Asphalt und Pech
- Leichenteile von Gehängten

## Geschichte

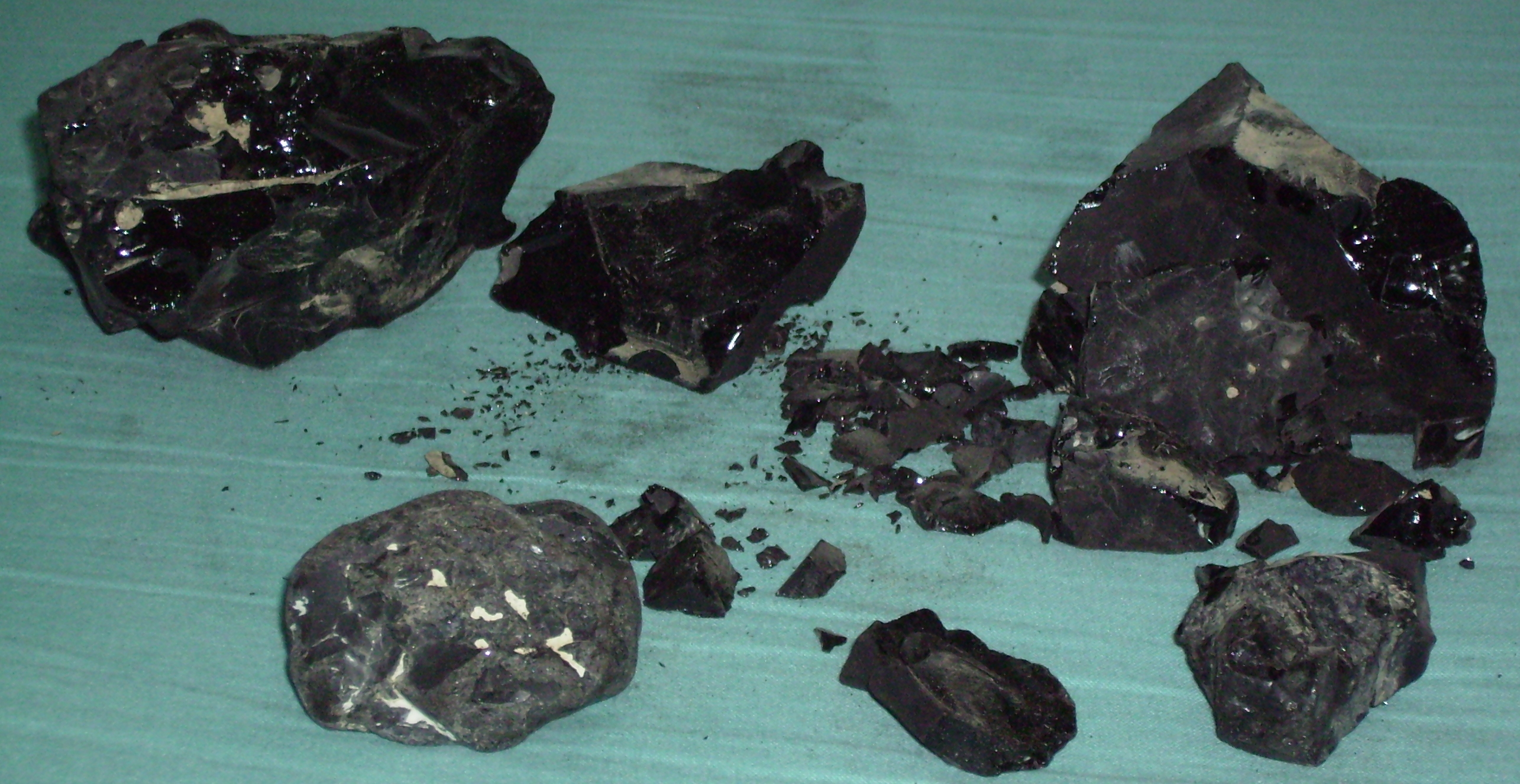
Natürliches Bitumen vom Toten Meer

Mumien wurden durch Grabraub in Ägypten und angrenzenden Landstrichen schon immer aus ihren Aufbewahrungsstätten entfernt. Neben den ‚Königsgräbern‘, also Gräbern hochgestellter Personen mit reichen Grabbeigaben, wurden auch riesige Mengen an schlichten Bestattungen gefunden. Daneben fanden sich auch zahlreiche Mumien von den Ägyptern heiligen Tieren, wie Falken oder Katzen.
Seit wann diese als Substanz verwendet wurden, ist unbekannt. Mumia soll vor zweitausend Jahren das erste Mal verwendet worden sein. Man nimmt heute an, dass sie ab dem 12. Jahrhundert nach Europa importiert wurde. Zunächst war Mumia als eine Art Erdwachs oder bituminöse Ausscheidung lediglich die arabische Bezeichnung für Erdpech (Asphalt und Bitumen), abgeleitet vom persisch-arabischen mûm bzw. môm für Wachs, das bereits seit der Antike als kostbares Heilmittel verwendet wurde. Aufgrund der Ähnlichkeit der in antiken ägyptischen Mumien vorgefundenen verharzten Balsamierungsprodukte mit diesen Erdpechen wurde deren Name Mumia oder Mumie auf die mumifizierten Körper übertragen. Zunächst wurden nur die harzähnlichen Balsamierungsprodukte aus den Mumien als Heilmittel gewonnen. Mit der Übertragung des Namens Mumia auf die mumifizierten Körper ging vermutlich auch die Vorstellung der heilenden Wirkung von den Erdpechen beziehungsweise der in den Mumien vorgefundenen Konservierungsprodukte auf die konservierten Körper selbst über. Im 16. Jahrhundert verboten die Araber den Mumienhandel mit Europa. Sie wollten so verhindern, dass die Europäer ihre Vorfahren essen – damals hatte in Europa fast jede Apotheke ihre Mumie. Viele Mumienhändler haben darauf Gehängte und frisch Gestorbene im Wüstensand vergraben und zu „antiken Mumien“ gemacht.

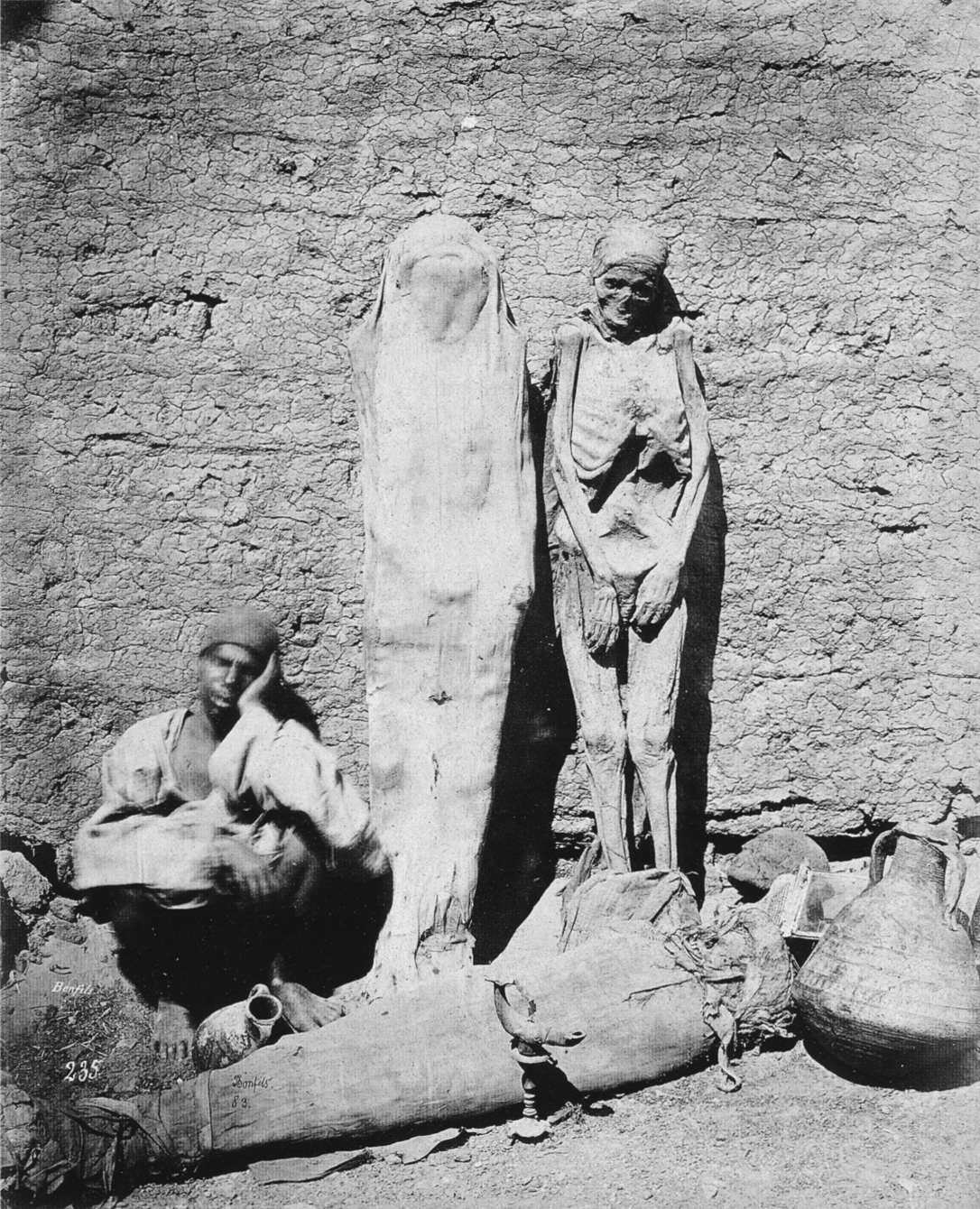
Ägyptischer Mumienhändler (1875, Félix Bonfils)

Auch hat die beginnende Archäologie des 18. und 19. Jahrhunderts bestattete Altägypter wieder vermehrt zutage gefördert und den Markt mit deren sterblichen Überresten versorgt. In den Handel kam Mumia vera in Form eines hellen, schokoladenfarbenen Pulvers im Preis pro Pfund oder Kilogramm, oder ganze Köpfe nach Stück. Noch 1924 wurde Mumia vera aegyptiaca für 12 Goldmark pro Kilogramm von der Firma Merck in Darmstadt verkauft. Zu dieser Zeit wurde Mumia auch in Europa zunehmend verfemt. Der Kunstwissenschaftler Kurt Wehlte sicherte sich noch Material aus der Moeves’schen Künstlerfarbenfabrik in Berlin, um sie als historisches Dokument in seinem Materialienarchiv (heute Hochschule für Bildende Künste Dresden) aufzubewahren – die Restbestände wurden seinerzeit einfach „unrühmlich“ verheizt. Er erwähnt ausdrücklich, dass es sich um echte Leichenteile handelte („Man erkannt daran deutlich dicke Arterien und Röhrenknochen“ und „nur halb verfallene Bandagen“), distanziert sich aber von der „pietätlosen Gewinnsucht“, diese zu verarbeiten und zu verwenden. Proben historischer medizinischer Mumia befinden sich auch im Frankfurter Naturmuseum Senckenberg.
Daneben waren Fälschungen aller Art für Mumia vera weit verbreitet. Viele dieser „Mumien“ waren wohl einheimischer Herkunft. So schrieb etwa J. van Beverwijck bereits 1656: „Aber bei uns wird der rechte Balsam (Zedernharz) sehr selten aus Ägypten gebracht, denn das meiste an Fleisch und Knochen stammt von armen Leuten, deren Leichnam der geringeren Kosten wegen nur balsamiert ist mit Asphalt oder Judenleim …“ Bei seinem Landsmann Petrus Baerdt heißt es 1645: „… nennen die dasselbe noch Mumia, ob es etwas besonderes wäre, obgleich es ein Arm oder Bein von einem verfaulten oder gehängten Lazarus oder einem anderen pockigen Bordellbock gewesen sein mag.“ Im Großen Türkenkrieg wurden z. B. während der Belagerung von Ofen sogenannte „Ungläubige“, die den kaiserlichen Truppen oder ihren Alliierten in die Hände fielen, massakriert, gehäutet und ihre gedörrten Körper säckeweise in die Heimat geschickt, um als Mumia weiterverarbeitet zu werden. Auch zahlreiche Moorleichen fanden ihren Weg in die Apotheken, wie die 1791 entdeckte Moorleiche von Kibbelgaarn oder das Skelett der 1895 entdeckten Moorleiche von Obenaltendorf aus Niedersachsen.
Die Mumienforschung wird seitens arabischer und afrikanischer Archäologen heute sehr kritisch beurteilt. Es herrscht Unklarheit, wie und in welchem Umfang die religiösen Vorstellungen der alten Ägypter, die zum Mumienkult geführt haben, beurteilt und berücksichtigt werden sollen. Die Verwendung der Leichenteile aber kann als Grabschändung bezeichnet werden, der Verzehr ist eine Form des Kannibalismus.

## Heilkunde und Zauberei

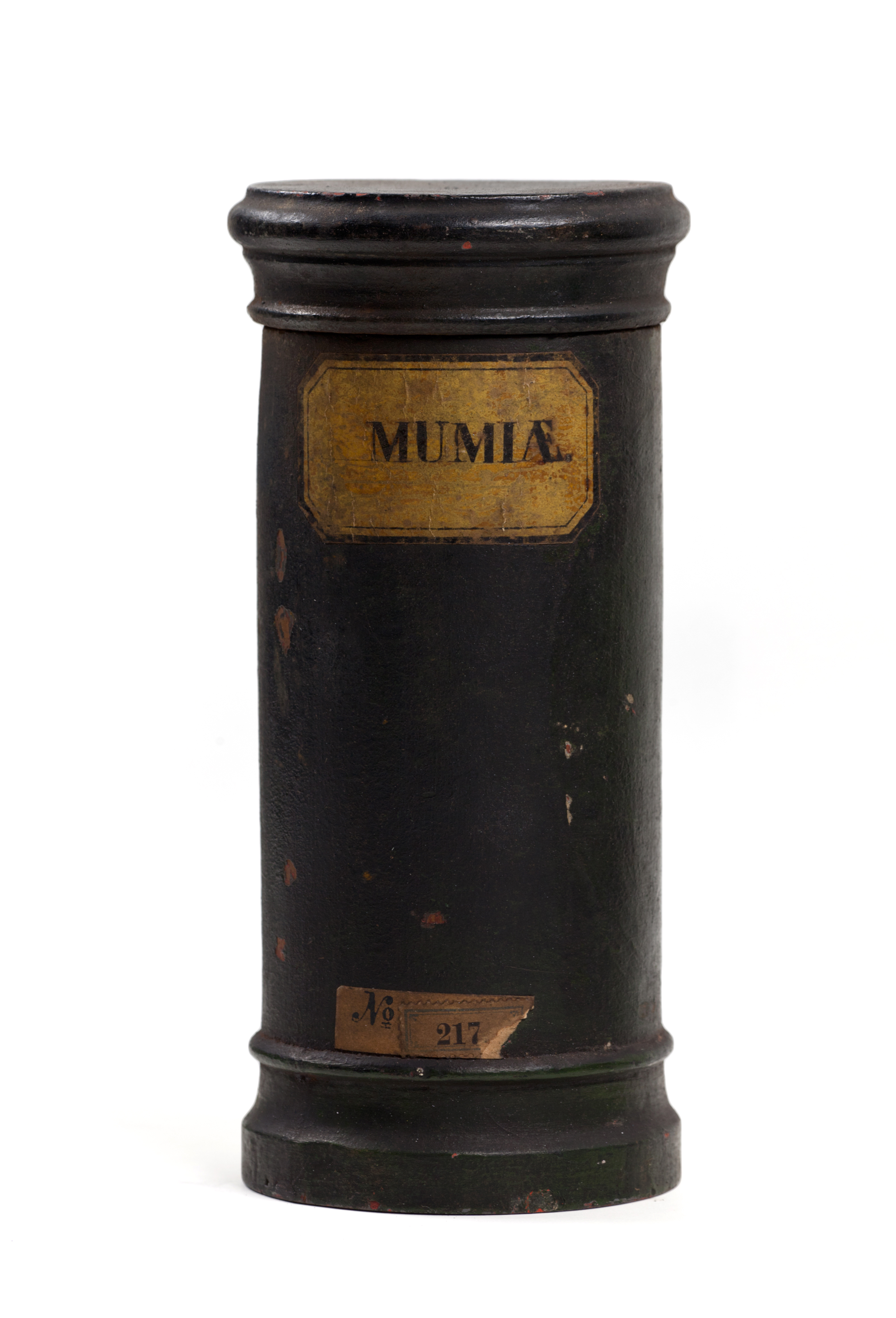
Hölzerne Apothekendose mit Aufschrift „MUMIÆ“

Die angebliche Heilwirkung der Einbalsamierungsharze und Kadaversubstanzen von Mumien wurde auf bei der Mumifizierung verwendeten Teer zurückgeführt. Diesen Teer bezeichnete man als mumiya und man sagte ihm magische und heilende Kräfte nach. Man versuchte das seltene Mumiya aus Mumien zu gewinnen. Es sollte gegen so gut wie jede Krankheit helfen und wurde auch als ein Aphrodisiakum gepriesen. Man schluckte es, rieb es auf die Haut oder tat es direkt auf die Wunde. In welchem Ausmaß bei der Mumifizierung überhaupt Teer zur Verwendung kam, steht allerdings heute in Frage. Nachgewiesen wurde Bitumen in jüngster Zeit eindeutig. Aber auch andere organische Substanzen wie Gummiharze und Harze könnten teerähnliche Formen angenommen haben.
Der Frankfurter Arzt Joachim Strüppe gibt 1574 in einem Traktat über den Gebrauch von Mumia 21 Anwendungsbereiche und Krankheiten, darunter Husten, Halsweh, Schwindel, Gichtbrüchigkeit, Herzweh, Zittern, Nierensucht und Kopfschmerzen. Über die Verwendung von angeblichen oder echten ägyptischen Mumien als Heilmittel war in der Oeconomischen Encyclopädie von Johann Georg Krünitz im 18. Jahrhundert zu lesen: „Man rühmt sie sehr, das geronnene Geblüt und die Geschwulst zu zertheilen, und sie soll nicht bloß vermöge ihrer bituminösen und balsamischen Theile, sondern auch vermöge des flüchtigen Salzes wirken. […] Die Tinctur, welche daraus gemacht wird, besitzt die balsamischen Eigenschaften der Mumie; man gibt sie von 12 bis 24 Tropfen. Beim Einkauf müssen die Droguisten und Apotheker darauf sehen, dass sie große Stücke, die Fleisch haben, und keine bloße Knochen sind, bekommen, und die, wenn man etwas davon auf Kohlen wirft, zwar stark, aber nicht nach Pech riechen. Je schöner und balsamischer der Geruch ist, desto höher schätzt man die Waare.“ In Russland wurde die Anwendung von Mumia durch den Schriftsteller Leo Tolstoi als „wachstumsförderndes Remedium“ propagiert.
In der traditionellen chinesischen Medizin wird eine aus in Honig mumifizierten Leichen hergestellte Arznei als Behandlung für Knochenbrüche beschrieben. Allerdings ist unklar, ob eine solche Arznei jemals hergestellt wurde. In der historischen europäischen Medizin waren auch weitere menschliche Arzneistoffe wie Menschenfett (axungia hominis) oder Cranium humanum (menschlicher Schädel) über viele Jahrhunderte in Gebrauch.

## Paracelsische Tradition
Im 17. Jahrhundert wird unter Mumie in der magisch-medizinischen Tradition des Paracelsus auch ein „überaus feiner, subtiler geistiger Teil, der einem jeden Menschen angeboren“ verstanden, welcher in seinen Körperteilen (Blut, Gewebe und Ausscheidungen) präsent ist und sogar eine Zeitlang über den Tod hinaus verbleibt. Mittels dieser „Mumie“ sollten sich durch „Transplantation“ (Übertragung auf andere Lebewesen) im Sinne eines „animalischen Magnetismus“ Wunderdinge verrichten lassen, sogenannte „magnetische Kuren“, etwa in einer Waffensalbe.

## Malerei
Mumie, auch Mumienbraun, ist ein „bestechend schönes“, tiefbraunes Pigment. Als Künstlerfarbe wird es durchgehend seit der Mitte des 16. Jahrhunderts verwendet. Es wurde insbesondere in der Ölmalerei geschätzt, wo es häufig in der seinerzeit verbreiteten „altmeisterlichen“ Technik der Braununtermalung eingesetzt wurde, in der es von lasierend bis deckend verwendbar war. Daneben war es auch für Schattierung beliebt. Neuere Forschungsergebnisse haben gezeigt, dass der färbende Bestandteil von ägyptischen Mumien Bitumen war.
Gegen Ende des 19. Jh. kommt auch Extraktion mit Ammoniak, organischen Lösungsmitteln oder ätherischen Ölen in Gebrauch, um eine Substanz zu gewinnen, die in der Literatur unter der Bezeichnung Mumiin geführt wird.